# 다카기와 도루
다카기와 도루(일본어: 高木和 徹, 1995년 4월 15일 ~ )는 일본의 축구 선수이다.

## 구단 경력
그는 2014년부터 J리그의 시미즈 에스펄스, 제프 유나이티드 지바, V-파렌 나가사키, 도쿄 베르디, 이와키 FC에서 뛰었다.